# Chiesa di Santa Chiara (Monte San Savino)
La chiesa di Santa Chiara è un edificio sacro che si trova a Monte San Savino, in provincia di Arezzo e diocesi di Arezzo-Cortona-Sansepolcro.

## Storia
Costruita dalle clarisse a partire dal 1659, risulta completata in appena due anni: la prima messa vi fu celebrata proprio nell'agosto del 1661.

## Descrizione
Sulla facciata compaiono lo stemma della famiglia Di Monte(?) e resti di affreschi prospettici ottocenteschi dovuti forse all'artista figlinese Giuseppe Righi.
L'edificio consta di un'aula unica con volte a crociera. Sulla controfacciata la cantoria ripete i modi di quella sansoviniana in Sant'Agostino.
All'interno si conservano molte opere d'arte: le più interessanti sono alcune pale di terracotta. Sulla parete destra troviamo la pala in terracotta raffigurante San Lorenzo tra Rocco e Sebastiano, da considerare opera autografa di Andrea Sansovino, ricordata anche dal Vasari ("Fece [...] in Firenze, una tavola di terra cotta per la chiesa di Sant'Agata [...] con un San Lorenzo et alcuni altri Santi, e picciole Storiette benissimo lavorate"): proveniente appunto dall'ex prioria delle SS. Agata e Lucia. L'opera, datata intorno al 1490 circa, rivela vicinanza con il Pollaiolo nell'andatura dei panneggi e con il Rustici nel pittoricismo della predella.
Sempre sulla destra troviamo una Natività uscita dalla bottega di Andrea della Robbia, attribuita a Luca Della Robbia il Giovane, databile al primo decennio del XVI secolo. Anch'essa proveniente dall'ex prioriria di Sant'Agata e Lucia, giunse in questa chiesa nel 1793.
Nella parete dell'altare troviamo una statua lignea della Madonna dei Sette Dolori, della fine del XVIII secolo.
La grande tela dell'altar maggiore dipinta da Salvi Castellucci nel 1663 raffigura La presentazione al tempio tra i santi Nicola, Savino e Chiara, commissionato dalla famiglia Galletti il cui stemma ricorre sia nelle parti lignee della cornice che nel piviale della figura dipinta di san Nicola.
Nella parete sinistra troviamo ancora una terracotta invetriata di mano di Andrea Sansovino, proveniente dall'ex prioria di Sant'Agata e Lucia (era la pala dell'altar maggiore) raffigurante la Madonna in gloria con Bambino e santi: l'opera, che giunse in questa chiesa nel 1793, è di poco successiva alla pala con il San Lorenzo (1490 circa) e fu invetriata solo in un secondo momento, probabilmente dalla bottega di Benedetto Buglioni.
L'ultima grande opera in terracotta che troviamo è la statua con Sant'Antonio abate di scuola robbiana (fine XV - primi XVI secolo). La pala proviene dalla chiesa di Sant'Antonio abate (successivamente diventata chiesa di san Giovanni) e giunse qui nel 1793: in quell'occasione le fu aggiunta la cornice in terracotta invetriata dei primi del XVI secolo.

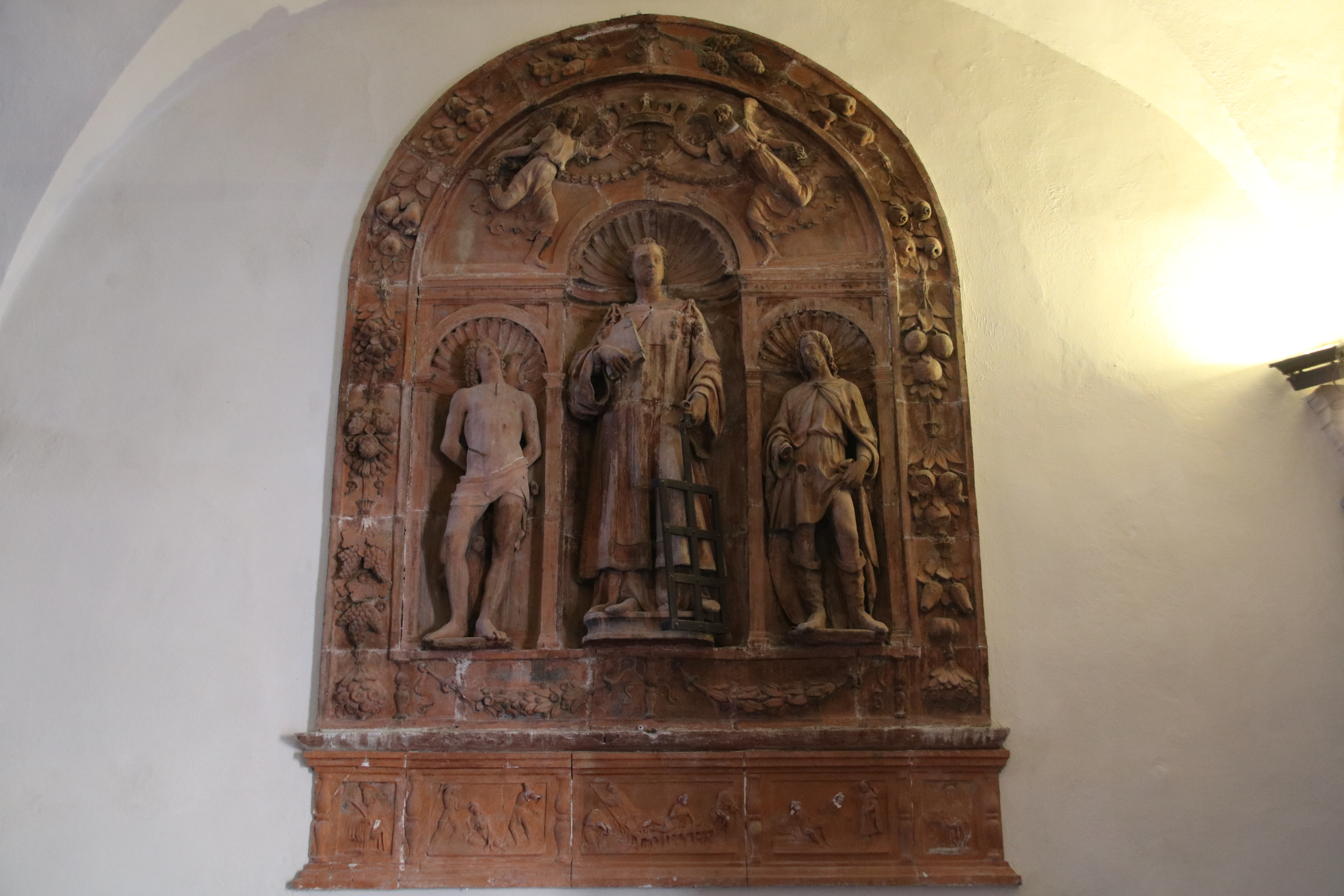
San Lorenzo tra i Ss. Sebastiano e Rocco di ambito di Andrea Sansovino, 1490 circa
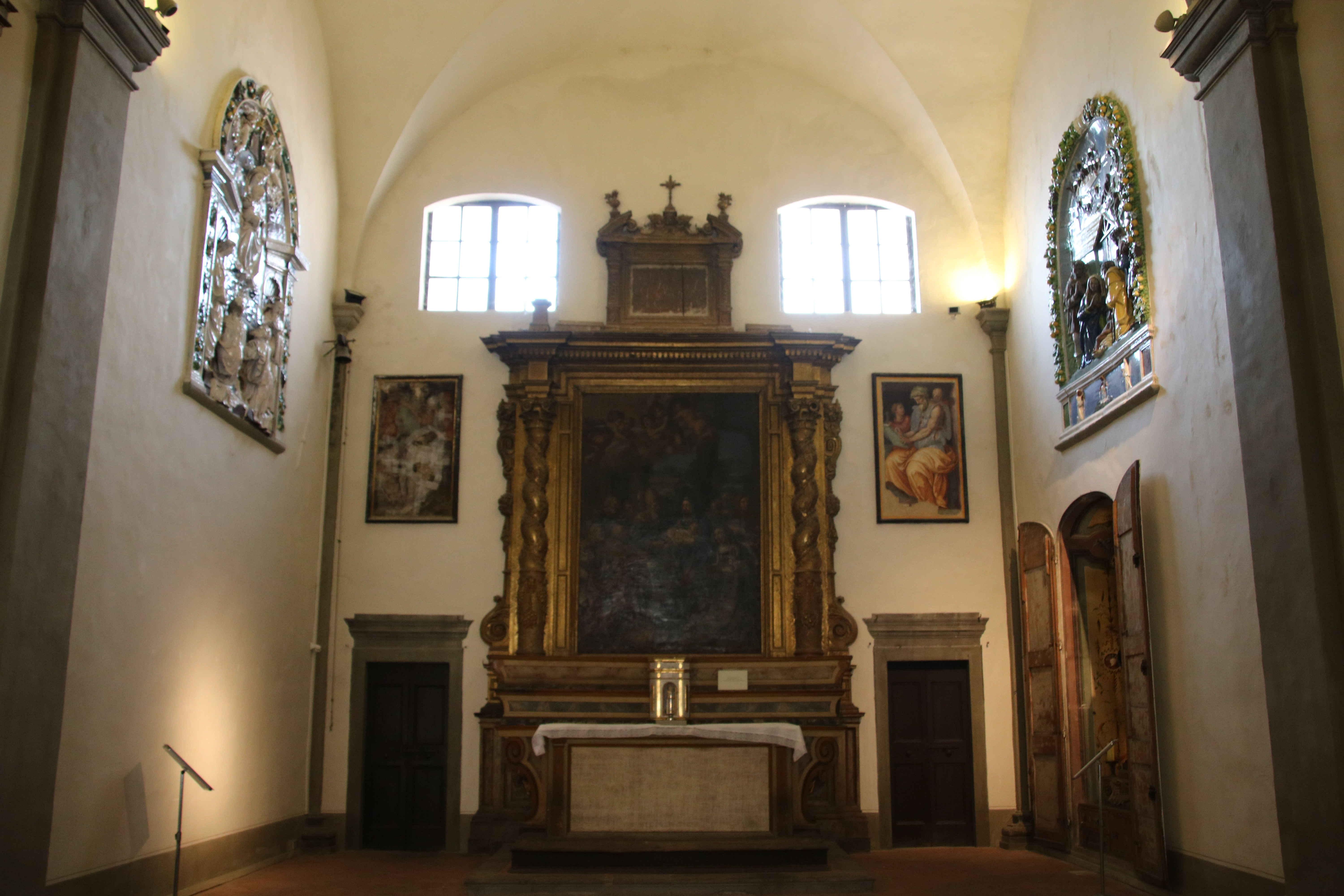
Interno della chiesa